# Machadoa
Machadoa is een geslacht van halfvleugeligen uit de familie schuimcicaden (Cercopidae). De wetenschappelijke naam van dit geslacht is voor het eerst geldig gepubliceerd in 1952 door Lallemand & Synave.

## Soorten
Het geslacht Machadoa  is monotypisch en omvat slechts de volgende soort:
- Machadoa invenusta (Jacobi, 1904)